# Biloberezjzjja Svjatoslava Nationalpark
Biloberezjzjja Svjatoslava Nationalpark eller (ukrainsk: Національний природний парк «Білобережжя Святослава») (Også: Svjatoslavas Hvide Strande) ligger på nordkysten af Sortehavet i det sydlige Ukraine. Den omfatter dele af Dnepr-Buh flodmundingen, Kinburn-halvøen lige syd for flodmundingen og Jahorlytska-bugten, en lavvandet bugt i selve Sortehavet. Ved siden af stedet langs kysten, ligger Biosfærereservatet Sortehavet. De forskellige områder beskytter og viser steppeøkologien i det sydlige Ukraine og de tilstødende farvande. Parken ligger i de administrative distrikter Otjakiv rajon og Berezan rajon i Mykolajiv oblast.

## Topografi
Parken ligger i Sortehavslavlandet nord for det vestlige Sortehav, hvor Dnepr-floden og den sydlige bug løber sammen i havet. Den ligger omkring 150 km vest for landbroen til Krim-halvøen. Langs den nordlige del af parken er et repræsentativt steppe- og skovsteppe-habitat. I syd er et kludetæppe af tørre stepper, vådområder og tilstødende saltvandshabitat. Udmundingen nord for Kinburn Spit er ferskvand, og bugten og havet mod syd er saltvand. Området er kendt for at have mange søer - ferskvandssøer, og saltvandssøer der får vand fra indsivning fra havet.

## Klima og økoregion
Den officielle klimabetegnelse for Kinburn Peninsula-området er efter Köppen klimaklassificering Dfa fugtigt kontinentalt klima, med undertypen - varm sommer, med store sæsonbestemte temperaturforskelle og en varm sommer (mindst en måned i gennemsnit over 22 °C.) Parken ligger i den pontisk-kaspiske steppeøkoregion.

## Flora og fauna
Den dominerende vegetation på Kinburn Spit er de sandede terrasser med skov, eng, hygrofile og halofytiske plantegrupper. Midt i de græsklædte områder er bevoksninger af fyrre-egeskove og moser. Yahorlyk Bay syd for Kinburn Spit er et Ramsar-vådområde. 

## Offentlig brug
Parken er relativt ubebygget; campister og vandrere på de vandreruterne rådes til selv at medbringe mad og vand. Der er tilgængelige vandudflugter, og parkområder gennemfører guidede ture for grupper. Kontrol af de beskyttede områder i parken bliver stadig forbedret. Ulovlig krybskytteri og fiskeri har tidligere været et problem.